# Age of Empires: Mythologies
Age of Empires: Mythologies es un videojuego de estrategia por turnos basado en Age of Mythology. Es la secuela de Age of Empires: The Age of Kings para Nintendo DS.

## Sistema de juego
A diferencia del original Age of Mythology de la versión de la PC, Age of Empires: Mythologies es por turnos en lugar de estrategia en tiempo real, como en al previo Age of Empires: The Age of Kings cada jugador tiene un turno en donde puede hacer acciones simples a sus unidades como hacer que ataquen a una unidad enemiga, o capturar un edificio. Cada vez que las unidades de dos jugadores rivales se atacan entre sí, una breve animación de un combate se muestra en la pantalla superior, junto con el puntaje de daños causados. En los juegos estándar, los jugadores recolectan tres recursos, alimentos, oro y favores para la construcción de edificios y, después, entrenar unidades de combate. Para obtener más unidades, tecnologías y edificios, el jugador avanza a través de "Edades", desde la "Época Arcaica", una característica prominente utilizada en la serie de Age of Empires.
Al igual que el Age of Mythology, hay tres civilizaciones disponibles, egipcios, griegos y nórdicos, cada uno con sus propias unidades, edificios, poderes y método de obtención de favor. Cada uno tiene tres dioses "mayores" para elegir antes de cada juego, que son Zeus, Hades y Poseidón para los griegos, Ra, Isis y Seth para los egipcios y Odín, Thor y Loki para los nórdicos. Además, cada uno tiene dioses "menores" para seleccionar cada vez que el jugador avanza la edad, todas las deidades ofrecen al jugador tecnologías únicas, beneficios, unidades míticas y poderes de dios que se utilizan para causar daños o beneficios. Hay tres tipos de unidades básicas, el humano, héroe y la mítica, las dos últimas son una figura mítica o una criatura de la mitología de la civilización, con un modelo de piedra-papel-tijera regula que las unidades son las más adecuadas en contra de otros - por ejemplo, el ser humano de ser bueno contra los héroes, pero débil contra unidades míticas. Cada unidad también tiene una subcategoría, tales como infantería pesada o arqueros, que también son más adecuados en contra de otros. Las unidades humanas, por ejemplo, hoplitas o arqueros de carro, las unidades héroe Ulises o Ramsés, y las unidades míticas puede ser un cíclope o un gigante.